# Castelnuovo di Garfagnana
Castelnuovo di Garfagnana är en ort och kommun i provinsen Lucca i regionen Toscana i Italien. Kommunen hade 5 851 invånare (2018).